# Coenotephria metoporina
Coenotephria metoporina là một loài bướm đêm trong họ Geometridae.